# Tramway du Cap-Ferret
Le tramway du Cap-Ferret, appelé aussi petit train du Cap-Ferret, est un chemin de fer touristique et historique français situé sur le territoire de la commune de Lège-Cap-Ferret en Gironde.
Son origine remonte aux tramways hippomobiles apparus en 1879 et plus récemment au « petit train » mis en service en 1952 par Jacques Millet. Repris depuis en régie municipale, il assure pendant la belle saison, d'avril à septembre, un service régulier entre le débarcadère de Bélisaire, sur le bassin d'Arcachon, et le terminus de la plage de l'Horizon, dite aussi du petit train, sur l'océan. 

## Histoire

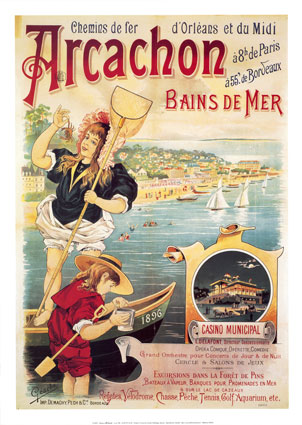
Affiche publicitaire des Chemins de fer d'Orléans et du Midi à la Belle Époque.

### 1879-1934: les premiers tramways

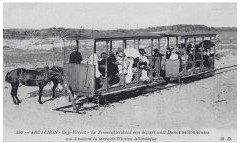
Une voiture du service de tramway hippomobile.

La presqu'île du Cap Ferret connaît un début d'activité touristique avec l'ouverture de la ligne de chemin de fer Bordeaux à Arcachon, réalisée en 1857 avec l'ouverture du tronçon de La Teste à Arcachon. Dès 1877, Jean Saugeon, gabarrier et entrepreneur de transport à Bordeaux, a ouvert une ligne maritime, entre Arcachon et le Cap-Ferret, où il a fait construire un débarcadère au lieu-dit « Le Boque », desservi par un des tout premiers vapeurs « Le Seudre ». Après le train et la traversée en bateau, le chemin était encore long pour atteindre l'océan et d'autres lieux ; cet inconvénient suscite l'installation de plusieurs petites lignes de chemin de fer sur le Cap Ferret. En 1879 est créé par Jean Saugeon une ligne à voie étroite entre le débarcadère et la pointe du Cap, prolongée ensuite jusqu'à l'océan ; un service de tramway hippomobile, tracté par un cheval, transportait les voyageurs jusqu'à l'emplacement actuel de la plage de l'Horizon, tandis que d'autres réseaux circulaient, notamment un tramway forestier. Vers 1925, un tracteur à essence remplace le cheval, et vers 1934-1936 le dernier de ces petits réseaux ferrés  cesse son exploitation, en raison du réseau routier qui s'est développé avec l'urbanisation du Cap-Ferret.

### 1952-1989: le petit train
Au début des années 1950 renaît l'idée d'une liaison ferroviaire entre l'embarcadère et l'océan, elle est imaginée et mise en œuvre par Jacques Milet. Il est greffier dans le Périgord lorsqu'il découvre le Cap-Ferret alors qu'il est en convalescence à Arcachon, passionné de chemins de fer, membre de la FACS, il connaît tout sur les lignes à voie étroite, il va porter le projet d'un retour du tramway. En 1952 est construite une ligne de 2 km à voie étroite de 600 mm Decauville. Le 14 juillet 1952 a lieu l'inauguration de la nouvelle ligne, qui traverse la presqu'île de l'embarcadère de Bélisaire à la plage de l'Horizon. Le matériel roulant est constitué de voitures baladeuses construites par les Établissements Carde et de deux locotracteurs diesel qui vont rapidement être déguisés en locomotives à vapeur, le tramway devient le « petit train ». L'exploitation va se poursuivre sans interruption jusqu'au décès de son fondateur exploitant, à la fin des années 1980.

### Depuis 1989: le Tramway du Cap Ferret
En 1989, le petit train de Jacques Milet est racheté par la municipalité, qui crée la régie municipale des Transports ferroviaires du Cap-Ferret (TFCF) pour gérer son exploitation. Le matériel roulant est rénové. De la gare de la jetée de Bélisaire à la plage de l'Horizon, le tramway du Cap Ferret assure un service régulier, il parcourt les presque 2 km en 12 minutes, d'avril à novembre, sauf en cas de mauvais temps.
En 2001, il transporte 28 000 passagers.
Le 26 juillet 2010, à quelques de mètres de l'arrivée à la plage, le tramway cale et part en marche arrière. Le convoi finit sa course quelques dizaines de mètres plus bas, arrêté par un poteau de réverbère. L'accident fait une blessée grave, touchée au rachis et une dizaine de blessés légers.
En 2011, il transporte en moyenne 30 000 passagers par an à 12 km/h maximum.

## Matériel roulant ferroviaire

### Locotracteurs diesel
- deux 020 Diema, no 2 et 3
- un locotracteur de 10 tonnes reconditionné par Giragr, d'une puissance de 75 kW, acquis en 2023

### Voitures
- quatre baladeuses 2 essieux, dont une fermée
- deux baladeuses à bogies sur châssis de voitures TPT

### Ancien materiel roulant préservé
- deux 020 Schneider de 1922, ex no 1 et 2, préservés au Tacot des Lacs
- un 020 T50D Billard, ex no 4 no 195 ex râperie de Mainvilliers, préservé au Tacot des Lacs